# Der Kreis–Le Cercle–The Circle
Der Kreis–Le Cercle–The Circle («El círculo») fue una revista trilingüe de temática homosexual y de renombre internacional, editada entre 1943 y 1967 en Zúrich. El principal impulsor de la revista fue el actor Karl Meier, que firmaba bajo el seudónimo Rolf.

## Predecesores
Las revistas predecesoras Freundschafts-Banner (1932; «La bandera de la amistad»), Schweizerisches Freundschafts-Banner (1933–1936; «La bandera de la amistad suiza») y Menschenrecht (1937–1942; «Derechos humanos») fueron fundadas por mujeres comprometidas y se dirigían como público tanto a mujeres como a hombres. Sus discretos títulos fueron elegidos porque la homosexualidad masculina estaba penada hasta la reforma del código penal suizo de 1942. La redacción estaba en manos casi exclusivamente de Anna Vock (Mammina). Cuando la pesada carga se le hizo excesiva, Karl Meier (Rolf) tomó las riendas.

## Historia
Ya desde el primer año en que Rolf tomó las riendas apareció la revista Der Kreis – Le Cercle, en francés y alemán. Para las contribuciones en alemán era responsable Eugen Laubacher (Charles Welti). La revista se dirigía ahora exclusivamente a los hombres, las mujeres se habían retirado por completo.
Durante e incluso algunos años después de finalizada la II Guerra Mundial en 1945, Der Kreis – Le Cercle fue la única revista homosexual del mundo, por lo que consiguió lectores en Alemania, Francia, Gran Bretaña y EE. UU. Una importante novedad fue pues la introducción, a partir de 1951, de contribuciones en inglés, de las que se encargó Rudolf Jung (Rudolf Burkhardt, también Christian Graf). De forma consecuente, la revista cambió el nombre a Der Kreis – Le Cercle – The Circle.
El número de abonados llegó con 2000 personas en 1959 a su máximo, de los que 700 vivían fuera de Suiza. Con la llegada de revistas más liberales desde Escandinavia desde principios de la década de 1960, la revista, de tendencias más bien conservadoras, perdió una gran parte de sus abonados y con ellos su sustento económico. En 1967 tuvo que dejar de publicarse. Antiguos abonados fundaron al año siguiente la revista Club 68, que nunca llegó a conectar con el nivel de la revista anterior. 
A pesar de que Der Kreis siempre se consideró una revista homófila, sus abonados formaban de hecho una asociación, cuyas fiestas atraían invitados de toda Europa a Zúrich. En estas fiestas se ofrecía entretenimiento de alto nivel. Rolf actuaba él mismo, mientras que de la parte musical se encargaba el pianista Nico Kaufmann (Lysis). Todos los participantes llevaban nombres falsos y las direcciones sólo eran accesibles para Rolf y Charles Welti. Algunos de los seudónimos de escritores y artistas sólo han podido ser resueltos en los últimos años y algunos siguen siendo un misterio.

## Contenido y autores
La revista se editaba seis veces al año, con unas 36 páginas de media. De ellas, la mitad eran en alemán y el resto en francés e inglés. No se trataba en ningún caso de traducciones del alemán, sino de textos independientes. Se incluían comentarios y noticias sobre política, siempre que fueran relevantes desde el punto de vista de los homosexuales. Éxito entre los lectores tenían las contribuciones literarias, tanto en prosa como en poesía, en parte de autores conocidos, en parte resultado de concursos propios de historias cortas. En el llamado Kleines Blatt («Hoja pequeña»), un suplemento suelto, se publicaban anuncios de contactos.
Diversos autores llegaron a tener una cierta fama entre los homosexuales. Aparte de los tres redactores, en la sección en lengua alemana, escribieron Heinrich Eichen (Heinz Birken), Kurt Hiller (Keith Llurr), Johannes Werres (Jack Argo), Erich Lifka, Ernst Penzoldt y Heinrich Wolfgang Horn (Wolfgang Cordan). En francés contribuyeron André Baudry (André Romane), R. Gérard (R.G.D.) y Bichon. Entre los autores que contribuyeron en inglés se puede mencionar a James Fugaté (James Barr), Richard Plant (Orlando Gibbons) y Samuel M. Steward (Phil Andros, Ward Stames).
Las fotos eróticas, nunca demasiado atrevidas, eran una parte importante de cada número. Fotógrafos conocidos contribuyeron al éxito de la revista, entre ellos Karlheinz Weinberger (Jim), George Platt Lynes (Roberto Rolf) y Allison Delarue. Las mejores fotografías fueron reeditadas entre 1952 y 1962 en cuatro volúmenes bajo el título Der Mann in der Photographie («El hombre en la fotografía»). Además se imprimieron ilustraciones de Enrique Puelma (Rico), Jean Cocteau, Paul Cadmus y George Quaintance.

## Importancia
Der Kreis tuvo una importancia enorme en la Europa de la posguerra para el movimiento homosexual, llegando su influencia incluso hasta Norteamérica. Para sus lectores era una luz en tiempos funestos, un portavoz de la propia esencia y, como agrupación de abonados, un catalizador de amistades que de otra forma hubiesen sido casi imposibles. Sirvió de ejemplo para revistas y asociaciones similares en Suiza (Berna, Isola-Klub en Basilea), Alemania (hermandad «die runde» en Reutlingen), Francia (revista Arcadie), los Países Bajos (Cultuur- en Ontspannings Centrum COC), Dinamarca (Kredsen af 1948) y los EE. UU. (Mattachine Society). Gracias a la liberalización de las leyes en diversos países, estas nuevas revistas fueron alejándose cada vez más del ideal de Der Kreis y contribuyeron indirectamente a su desaparición.
La revista llegó a ser conocida por el público en general gracias a dos exposiciones, la de 1999 en el Museo Gay de Berlín y la de 2000 en el Museo Nacional de Suiza en Zúrich. El legado de Charles Welti en el que, en contra de la regulación propia sobre la confidencialidad de los datos, se encontraban importantes documentos, que fueron ordenados por antiguos abonados y entregados al Schwulenarchiv Schweiz («Archivo gay suizo») perteneciente al Schweizerisches Sozialarchiv («Archivo social suizo») con sede en Zúrich.